# PediaPress
PediaPress GmbH es una empresa de desarrollo de software e impresión bajo demanda ubicada en Mainz, Alemania. La empresa es una empresa derivada de Brainbots Technologies AG.
Permite a los usuarios crear libros personalizados a partir de  contenido wiki mediante un generador de ficheros automatizado PDF y la tecnología de impresión a la carta (POD). Los usuarios pueden añadir sus propios datos de portada y contenido limitado, como un prólogo.
PediaPress afirma que no es un editor y que no revisa el contenido de ningún libro impreso ni otros trabajos ofrecidos a través de sus herramientas, pero puede eliminar el contenido que considere ilegal o inadecuado.
PediaPress y la Wikimedia Foundation se convirtieron en socios en diciembre de 2007, y una proporción de los ingresos por ventas de cada libro se da a la Fundación.

## Orígenes
PediaPress se estableció para proporcionar un servicio en línea que permitía a los usuarios web crear libros personalizados a partir de contenido wiki mediante la tecnología directa web-to-print.
Los usuarios pudieron utilizar la herramienta Creador de libros de Wikipedia para organizar el orden de los artículos y especificar los detalles de la portada. El precio de cada libro único dependía del número de páginas. Los libros estaban preparados para el envío en pocos días hábiles.
PediaPress y la Wikimedia Foundation se convirtieron en socios en diciembre de 2007. El software de PediaPress se integró inicialmente en Wikipedia y se hizo accesible en la barra lateral de navegación de cada página mediante un botón "crear un libro". PediaPress había contratado con Lightning Source, una filial de Ingram Industries, para imprimir los libros.  PediaPress estableció un largo plazo colaboración con la Fundación Wikimedia. Una parte de los ingresos de cada libro se dieron a la Fundación Wikimedia para apoyar su misión.
Inicialmente, la posibilidad de crear libros a partir de la versión en inglés de Wikipedia era exclusiva de los usuarios que habían iniciado la sesión debido a problemas de escalabilidad. Pero más tarde, cualquier persona podría crear libros a partir de cualquiera de los millones de artículos de Wikipedia sólo en inglés.